# Способност
Способността е естествено и придобито предразположение за извършване на някои задачи. Според Едуард Клапаред способност е това, което позволява да се диференцират индивидите, когато, при еднакво образование, ги преценяваме от гледна точка на тяхната ефективност. Според областта, към която принадлежат, диспозициите се класифицират в интелектуални, сензорни, двигателни и така нататък способности. Общи функции като вниманието и способността за съдене могат да бъдат смятани за способности наред със специфичните предразположения като умението за рисуване. Способностите остават дълго време недиференцирани и започват да се отграничават едва след десетата година. Докато музикалната способност и умението за рисуване се изявяват твърде рано, диспозицията към математиката и научното мислене не се появяват преди 14 или 16 години. Диагностиката на способностите е важна задача на съветника по професионално ориентиране, който е натоварен да ръководи младите хора в избора на професия.